# Museu Casa do Colono (Petrópolis)

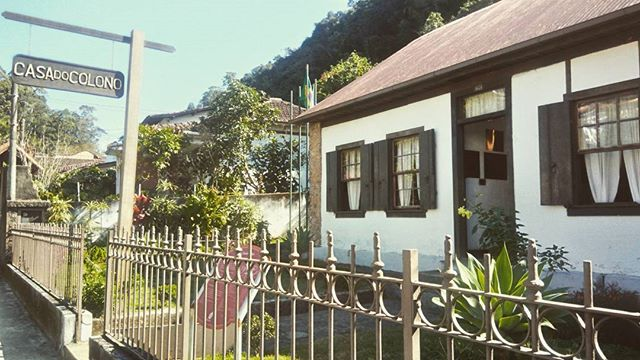
Museu Casa do Colono em Petrópolis-RJ.

O Museu Casa do Colono é um museu histórico-temático localizado na cidade de Petrópolis, no estado do Rio de Janeiro. Sua sede é uma casa em estilo germânico construída em 1847, por um imigrante alemão, Johan Gottlieb Kaiser, militar - ex-mercenário do Exército Imperial Brasileiro.
Localizada no quarteirão Castelânea, remontando à cidade de Kastellaum, local de origem de várias famílias que emigraram e colonizaram Petrópolis.

## História
O Rio de Janeiro foi o primeiro estado brasileiro a receber imigrantes alemães em 1823, durante o Segundo Reinado. Do projeto urbanístico estabelecido pelo engenheiro Júlio Frederico Köhler, nasceu a cidade de Petrópolis que receberia estes imigrantes em 1837.
Essas terras foram arrendadas em sistema de foro e laudêmio, pago aos herdeiros de Dom Pedro II até hoje.

## Arquitetura
A casa tem características das habitações da antiga Simmern e de aldeias às margens do Rio Mosel na Alemanha. Possui paredes de pau-a-pique com barro misturado a capim, ripas de coqueiro, madeira para o vigamento, seus alicerces são de pedra bruta e o teto de zinco, um reflexo do modo simples de vida dos primeiros colonos alemães.
Com essas características da época em que a cidade foi colonizada, só restou essa casa. Feita toda de encaixe, não possui nem pregos nem concreto.
A disposição dos cômodos também mostra a adequação dos imigrantes ao novo país. Na Alemanha, as casas rurais típicas normalmente eram construídas ao redor de  um fogão central, utilizado tanto para cozinhar como para aquecer devido ao inverno rigoroso da Europa. Já no Brasil, a casa foi adaptada para ter uma separação nítida entre sala, cozinha e banheiro.

## Museu
O objetivo da atração é simular o modo de vida dos primeiros imigrantes que chegaram ao município. O museu ainda abriga móveis, objetos, utensílios de uso doméstico, fotografias, quadros e instrumentos pessoais usados no período.
O museu foi inaugurado no ano de 1976, através da iniciativa do historiador Gustavo Ernesto Bauer, após negociações com a proprietária da casa, a Sra. Anna Margarida (bisneta de Johann Gottlieb Kaiser) e com a Prefeitura Municipal de Petrópolis, que a desapropriou e comprou o imóvel para torná-lo museu.
Nas paredes estão fotografias mostrando as caçadas, os piqueniques, as bandas de música, tradições que foram incorporadas à vida da cidade. Os móveis ressaltam a necessidade de aproveitamento dos espaços devido ao número dos núcleos familiares e os terços indicam a prática de sua fé.
Em seu acervo, em torno de 336 peças doadas pelos descendentes dos colonos, encontra-se o cortador de repolho, muito utilizado para fazer o chucrute(típico prato alemão). Também tem um exemplar de um instrumento conhecido como 'enxó', utilizado para descascar os troncos de árvores. No móvel para toalete, a bacia e um jarro d'água retrata como era precário o banho. As louças inglesas, algumas tem dizeres em alemão, como 'Venha logo papai  que o café vai esfriar'. Em 2020, o acervo foi ampliado com doações de objetos pertencentes à colona alemã Ana Elisabeth Weber, da primeira leva de imigrantes. Entre as peças doadas, uma bíblia de 1876, um crucifixo antigo da família, de confecção artesanal, tesouras de 1899 usadas por modistas/costureira, fotografias e recortes de jornais de 1938 que citam Elisabeth.
Em 2019, foi inaugurado o projeto de revitalização da exposição do Museu Casa do Colono, com o intuito de dar uma experiência mais receptiva, atrativa e didática. O projeto foi financiado pelo Fundo Municipal de Cultura e o acervo conta com uma nova identidade visual em sua exposição, com painéis expositivos, vitrines, suportes museográficos e legendas bilíngues, contando a história da imigração germânica em Petrópolis e sua relevância para a formação da cidade. O museu também criou o evento café da manhã colaborativo de fim de ano, com o intuito de fortalecer e estreitar o relacionamento da comunidade com o museu, tornando um espaço de encontros e trocas de conhecimento. Para participar do café, o visitante somente precisa trazer um tipo de artigo alimentício para dividir com os outros participantes do encontro.
Em 2020, o Museu Casa do Colono foi beneficiado com recursos do fundo Ibermuseus. Foi o único brasileiro na lista, entre museus da Argentina, Bolívia, Colômbia e Uruguai.